# Oxira poliophaea
Oxira poliophaea là một loài bướm đêm trong họ Noctuidae.